# Red en bus

Red en topología de bus.

Una red en bus es aquella topología que se caracteriza por tener un único canal semidúplex de comunicaciones (denominado bus, troncal o backbone) al cual se conectan los diferentes dispositivos. De esta forma todos los dispositivos comparten el mismo canal.

## Construcción
Los extremos se terminan con una resistencia de acople denominada el terminador, que además de indicar que no existen más ordenadores en el extremo, permiten cerrar el bus por medio de un acople de impedancias. 
Es la tercera de las topologías principales. Las estaciones están conectadas por un único segmento de cable. A diferencia de una red en anillo, el bus es pasivo, no se produce generación de señales en cada nodo o router.
En la topología de bus todos los nodos (computadoras) están conectados a un circuito común (bus). La información que se envía de una computadora a otra viaja directamente o indirectamente, si existe un controlador que enruta los datos al destino correcto. La información viaja por el cable en ambos sentidos a una velocidad aproximada de 10/100 Mbps y tiene en sus dos extremos una resistencia (terminador). Se pueden conectar una gran cantidad de computadoras al bus, si un computador falla, la comunicación se mantiene, no sucede lo mismo si el bus es el que falla. El tipo de cableado que se usa puede ser coaxial, par trenzado o fibra óptica. En una topología de bus, cada computadora está conectada a un segmento común de cable de red. El segmento de red se coloca como un bus lineal, es decir un cable largo que va de un extremo a otro de la red, y al cual se conecta cada nodo de ésta. El cable puede ir por el piso, las paredes, el techo o por varios lugares, siempre y cuando sea un segmento continuo.

## Ventajas
- Facilidad de implementación y crecimiento.
- Fácil adaptación.
- Simplicidad en la arquitectura.
- Es una red que no ocupa mucho espacio.

## Desventajas
- Hay un límite de equipos dependiendo de la calidad de la señal.
- Puede producirse degradación de la señal.
- Complejidad de reconfiguración y aislamiento de fallos.
- Limitación de las longitudes físicas del canal.
- Un problema en el canal usualmente degrada toda la red.
- El canal requiere ser correctamente cerrado (caminos cerrados).
- Altas pérdidas en la transmisión debido a colisiones entre mensajes.
- Alta demanda.
- Hay mejores opciones de red.